# Ministère Jules de Polignac
Restauration
Ministère Martignac Ministère Mortemart
Le ministère Jules de Polignac dure du 8 août 1829 au 29 juillet 1830, sous le règne de Charles X.
Le ministère marque le retour à l'ultracisme après la parenthèse Martignac.

## Président du Conseil
| Fonction                           | Image                 | Nom                       |
| ---------------------------------- | --------------------- | ------------------------- |
| Président du Conseil des ministres | Le prince de Polignac | Jules, prince de Polignac |

## Ministres
| Fonction                                         | Image                                   | Nom                                                                          |
| ------------------------------------------------ | --------------------------------------- | ---------------------------------------------------------------------------- |
| Ministre des Affaires étrangères                 | Jules, prince de Polignac               | Jules, prince de Polignac                                                    |
| Ministre des Finances                            | Comte Christophe Chabrol de Crouzol     | Comte Christophe Chabrolde Crouzol (du 8 août 1829 au 19 mai 1830)           |
| Ministre des Finances                            | Guillaume-Isidore, baron de Montbel     | Guillaume-Isidore, baron de Montbel (du 19 mai 1830 au 31 juillet 1830)      |
| Ministre de l’Intérieur                          | François-Régis, comte de La Bourdonnaye | François-Régis, comte de La Bourdonnaye (du 8 août 1829 au 18 novembre 1829) |
| Ministre de l’Intérieur                          | Guillaume-Isidore de Montbel            | Guillaume-Isidore de Montbel (du 18 novembre 1829 au 19 mai 1830)            |
| Ministre de l’Intérieur                          | Pierre-Denis, comte de Peyronnet        | Pierre-Denis de Peyronnet (du 19 mai 1830 au 31 juillet 1830)                |
| Ministre de la Justice                           | Jean de Courvoisier                     | Jean de Courvoisier (du 8 août 1829 au 19 mai 1830)                          |
| Ministre de la Justice                           | Jean de Chantelauze                     | Jean de Chantelauze (du 19 mai 1830 au 31 juillet 1830)                      |
| Ministre de la Marine et des Colonies            | Henri de Rigny                          | Henri de Rigny (du 8 août 1829 au 23 août 1829)                              |
| Ministre de la Marine et des Colonies            | Charles Lemercier de Longpré            | Charles Lemercier de Longpré (du 23 août 1829 au 31 juillet 1830)            |
| Ministre de la Guerre                            | Louis de Ghaisne de Bourmont            | Louis de Ghaisne de Bourmont                                                 |
| Ministre de l’Instruction publique et des Cultes | Guillaume-Isidore de Montbel            | Guillaume-Isidore de Montbel (du 8 août 1829 au 18 novembre 1829)            |
| Ministre de l’Instruction publique et des Cultes | Martial de Guernon-Ranville             | Martial de Guernon-Ranville (du 18 novembre 1829 au 31 juillet 1830)         |
| Ministre des Travaux publics                     | Guillaume, baron Capelle                | Guillaume, baron Capelle (nommé le 19 mai 1830)                              |

## Sous-secrétaire d’État
| Fonction                                       | Image                           | Nom                                                           |
| ---------------------------------------------- | ------------------------------- | ------------------------------------------------------------- |
| Sous-secrétaire d’État aux Affaires étrangères | Le comte de Marcellus           | Lodoïs de Martin du Tyrac de Marcellus (nommé le 9 août 1829) |
| Sous-secrétaire d’État à la Guerre             | Nicolas de Nompère de Champagny | Nicolas de Nompère de Champagny (nommé le 25 mars 1830)       |